# Tubulogenerininae
Tubulogenerininae es una subfamilia de foraminíferos bentónicos de la Familia Siphogenerinoididae, de la Superfamilia Buliminoidea, del Suborden Buliminina y del Orden Buliminida. Su rango cronoestratigráfico abarca desde el Turoniense (Cretácico superior) hasta la Actualidad.

## Discusión
Clasificaciones previas incluían Tubulogenerininae en el Suborden Rotaliina y/o Orden Rotaliida.

## Clasificación
Tubulogenerininae incluye al siguiente género:
- Amplectoproductina †
- Bitubulogenerina †
- Orthokarstenia †
- Rectuvigerina
- Sagrina
- Sagrinopsis
- Shastrina †
- Siphogenerina
- Transversigerina †
- Tritubulogenerina †
- Tubulogenerina †
- Unicosiphonia †

Otros géneros considerados en Tubulogenerininae son:
- Ellipsosiphogenerina, aceptado como Siphogenerina
- Rectuvigerinella, aceptado como Siphogenerina
- Siphogenerita, aceptado como Orthokarstenia